# Karl Holmeier

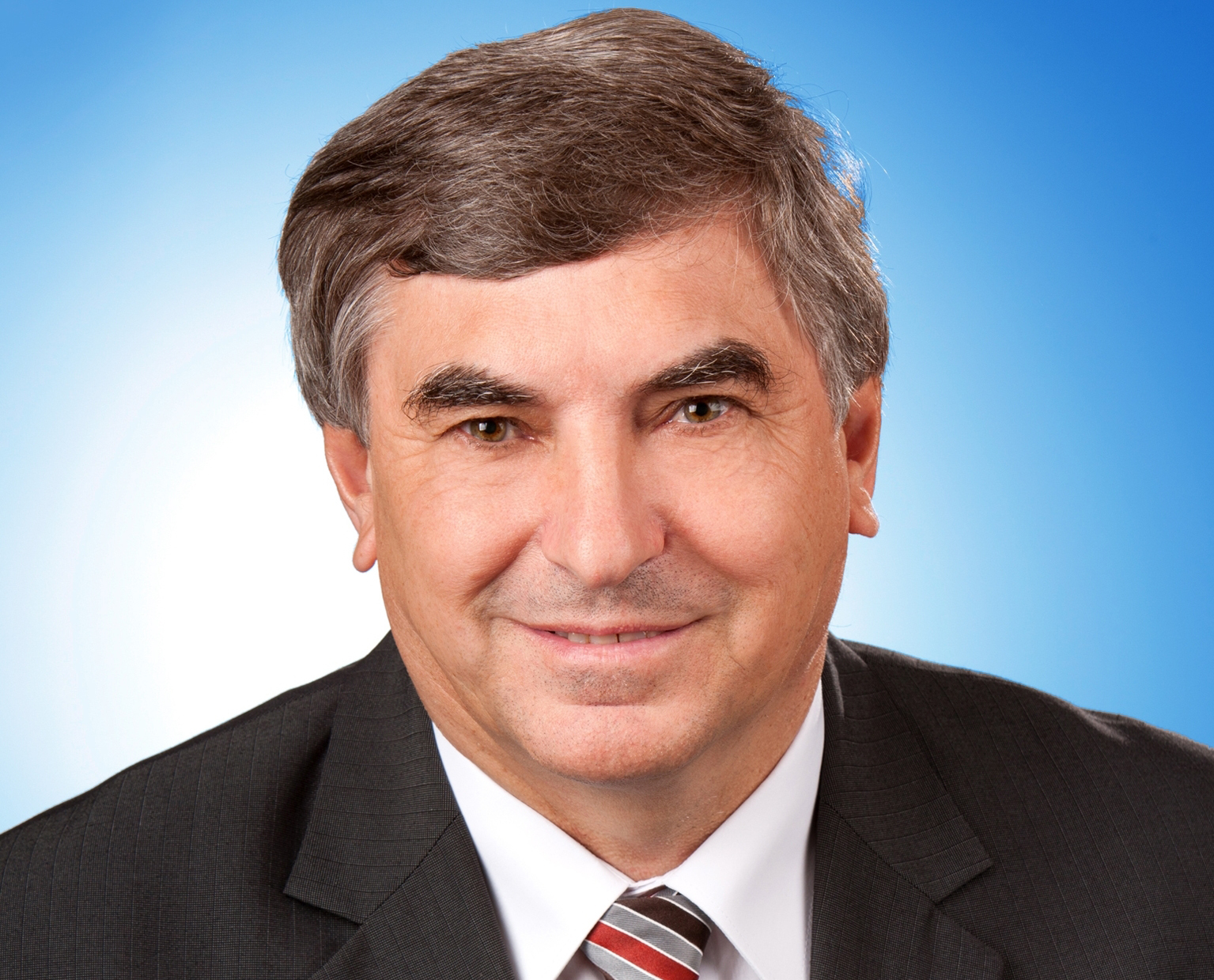
Karl Holmeier (2013)

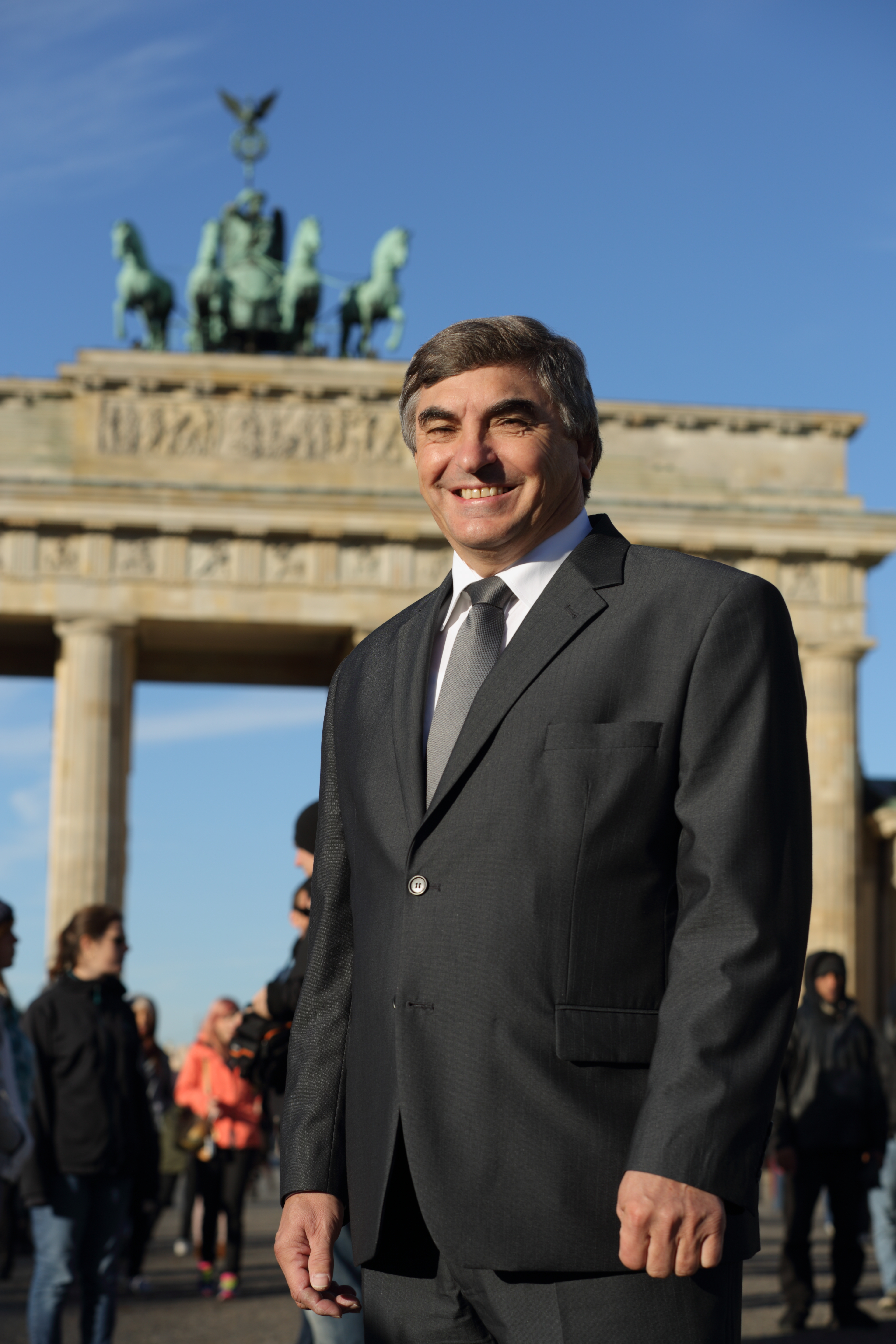
Holmeier vor dem Brandenburger Tor (2012)

Karl Holmeier (* 10. September 1956 in Weiding) ist deutscher Politiker (CSU) und war vom 27. September 2009 bis 2021 Mitglied des Deutschen Bundestages. Von 1990 bis 2014 war er 1. Bürgermeister der Oberpfälzer Gemeinde Weiding (Landkreis Cham), seit Mai 2014 ist er Altbürgermeister seiner Heimatgemeinde. Von Mai bis Oktober 2008 war er Abgeordneter im Bayerischen Landtag.

## Werdegang
Nach dem Besuch der Volksschule Weiding (1962–1968), der Realschule Furth im Wald (1968–1972) und der Fachoberschule Cham (1972–1974) ließ Holmeier sich zum Bankkaufmann ausbilden.
Seine politische Laufbahn begann 1974 mit dem Beitritt zur Jungen Union, 1979 trat er in die CSU ein. Ein erstes politisches Mandat übernahm er nach der Kommunalwahl 1984 im Kreistag des Landkreises Cham.
Im Jahr 1989 übernahm er in seinem Heimatort Weiding den Vorsitz des CSU-Ortsverbandes. 1990 wurde er zum 1. Bürgermeister der Gemeinde Weiding gewählt. Zur Kommunalwahl im März 2014 trat er nicht mehr an, daher endete seine Amtszeit als Bürgermeister am 30. April 2014. Im Mai 2014 wurde ihm vom neu gewählten Gemeinderat der Titel Altbürgermeister verliehen.
1993 wurde er zum stellvertretenden CSU-Kreisvorsitzenden gewählt, seit 1998 ist er Vorsitzender der CSU-Kreistagsfraktion.
Am 1. Mai 2008 rückte Holmeier für den ausscheidenden Herbert Rubenbauer über die Liste des Wahlkreises Oberpfalz in den Bayerischen Landtag nach. Dort gehörte er dem Ausschuss für Bundes- und Europaangelegenheiten sowie dem für Landwirtschaft und Forsten an.
Bei den Landtagswahlen am 28. September 2008 konnte er als Listenkandidat des Bezirks Oberpfalz aufgrund der hohen Stimmverluste der CSU nicht wieder in den Landtag einziehen.
Am 10. Januar 2009 stellte er sich als Bundestagskandidat zur Verfügung. Die Kreisdelegierten- und Kreisvertreterversammlung des Landkreises Cham hatte Karl Holmeier am 24. Januar 2009 zum Kandidaten für die Bundestagswahl gewählt. Die Delegierten der Bundeswahlkreiskonferenz hatten Holmeier am 14. Februar als Kandidaten für die Bundestagswahl nominiert.
Karl Holmeier errang im Wahlkreis Schwandorf seitdem stets das Direktmandat, zuletzt bei der Bundestagswahl 2017 mit 48,5 %. Er ist Mitglied im Ausschuss für Verkehr und digitale Infrastruktur. Außerdem war er Mitglied im Unterausschuss Kommunales und im Unterausschuss Regionale Wirtschaftspolitik und ERP-Wirtschaftspläne.
Er ist katholisch, verheiratet und Vater von drei erwachsenen Kindern.

## Abgeordneter
Im 19. Deutschen Bundestag war Holmeier ordentliches Mitglied im Unterausschuss Regionale Wirtschaftspolitik und ERP-Wirtschaftspläne, sowie im Ausschuss für Verkehr und digitale Infrastruktur. Zudem gehört er als stellvertretendes Mitglied dem Ausschuss für Wirtschaft und Energie an. Im Juni 2017 kündigte Holmeier an, bei der Bundestagswahl 2021 nicht erneut zu kandidieren.